# Ferdinando Clemente di San Luca
Ferdinando Clemente di San Luca (Napoli, 2 giugno 1925 – Napoli, 27 dicembre 2004) è stato un politico italiano.

## Biografia
Ferdinando Clemente di San Luca è discendente della famiglia dei marchesi Clemente di San Luca, nobili feudatari di San Luca in Calabria Ultra del XV secolo.
È stato sindaco di Napoli per due volte negli anni sessanta, poi tra la fine degli anni ottanta e gli inizi degli anni novanta è stato consigliere regionale in Campania e presidente della regione Campania.
Durante l'inchiesta e il periodo di Tangentopoli, il 3 maggio 1993 viene arrestato con l'accusa di aver ricevuto delle tangenti. Assolto nel 2002, come risarcimento per l'ingiusta detenzione fu stabilita la cifra di 160.000 euro.
Muore a Napoli all'età di 79 anni nel dicembre 2004.